# Liste der Bodendenkmale in Raguhn-Jeßnitz
In der Liste der Bodendenkmale in Raguhn-Jeßnitz sind alle Bodendenkmale der Stadt Raguhn-Jeßnitz und ihrer Ortsteile aufgelistet. Grundlage ist die Veröffentlichung der Landesdenkmalliste mit Stand vom 25. Februar 2016.  Die Baudenkmale sind in der Liste der Kulturdenkmale in Raguhn-Jeßnitz aufgeführt.
| Denkmal-ID | Fundart             | Ortsteil   | Bezeichnung                     | Zeitstellung | Lage                                                                  | Bemerkungen | Bild |
| ---------- | ------------------- | ---------- | ------------------------------- | ------------ | --------------------------------------------------------------------- | --- | ---- |
| 428301082  | Befestigung > Burg  | Altjeßnitz | Wasserburg                      | Mittelalter  | östlicher Ortsrand, Rechteckanlage neben Kirchhügel (Lage)            | Reste der Wasserburg in die Gestaltung der Parkanlage als Gedenkort einbezogen. Gedenksteine der Familie „von Ende“ vor 1694 Rittergut der Herren von Reppichau. Danach Landsitz mit Schloss- und Parkanlage der Freiherren von Ende.                     |      |
| 428301083  | Befestigung > Burg  | Altjeßnitz | Wasserburg Alte Burgstätte      | Mittelalter  | 0,6 km nördlich vom Ort (Lage)                                        | vor Ort sind keine Strukturen erkennbar |      |
| 428301087  | Befestigung > Burg  | Jeßnitz    | Wasserburg „Schlangenberg“      | Mittelalter  | 0,5 km südlich vom Ort, nördlich am Forsthaus Salegast (Lage)         | ca. 5 m hoher Burghügel mit dichtem Baum- und Strauchbewuchs. Ausbruchstellen am Hügel erkennbar. Reste eines ehemaligen Grabens und Walles zwischen Burghügel und Schlangengraben erkennbar. Burg von Bertoldus de Salegast – schon im 15. Jh. zerfallen |      |
| 428301089  | Grabmal > Grabhügel | Jeßnitz    | 5 Hügelgräber Roßdorfer Marke   | Bronzezeit   | 3,0 km östlich vom Ort, Gruppe von 5 Hügeln ()                        | |      |
| 428301088  | Grabmal > Grabhügel | Jeßnitz    | 6 Hügelgräber Roßdorfer Marke   | Bronzezeit   | 2,6 km östlich vom Ort, Gruppe von 6 Hügeln ()                        | |      |
| 428301090  | Grabmal > Grabhügel | Jeßnitz    | Hügelgräberfeld Lehmerne Wände  | Bronzezeit   | 3,5 km östlich vom Ort, Gruppe von 17 Hügeln (Lage)                   | |      |
| 428301091  | Wüstung             | Lingenau   | Befestigte Wüstung „Fünfhausen“ | Mittelalter  | 2,0 km nordöstlich vom Ort, an der Autobahnausfahrt Dessau-Süd (Lage) | Reste der ehemaligen Dorfumwallung, ein ca. 0,75 m hoher Grabenwall liegt ostseitig innen und westseitig außen am Grabenrand; der Graben ist ca. 8 m, die Grabensohle ca. 2 m breit                                                                       |      |
| 428301097  | Befestigung > Burg  | Raguhn     | Wasserburg „Schloss Libehna“    | Mittelalter  | 0,7 südlich vom Ort (Lage)                                            | Frühere Bezeichnung der Stelle als Burg „Lippene“. |      |
| 428301092  | Befestigung > Burg  | Möst       | Wasserburg „Kohlberg“           | Mittelalter  | 1,0 km nordöstlich vom Ort, auf dem „Kohlberg“ (Lage)                 | Geländeanhöhe visuell gut erkennbar, im Süden sichtbare Grabenmulde, im Osten (Zugangsbereich) ein Wall und weitere Grabenreste, im NW des Terrains größte Erhebung mit anthropogenen Eintiefungen, West- und Südseite durch Altarm natürlich geschützt   |      |
| 428301101  | Befestigung > Burg  | Schierau   | Wasserburg                      | Mittelalter  | östlicher Ortsrand (Lage)                                             | abgerundeter bis rechteckiger Burghügel, tiefer Graben mit hohen Wällen |      |
| 428301100  | Befestigung > Burg  | Schierau   | Wasserburg                      | Mittelalter  | 0,1 km nördlich vom Ort (Lage)                                        | Graben-Wallsystem mit Burghügel |      |